# LG 옵티머스 3D 맥스
LG 옵티머스 3D 맥스(LG Optimus 3D Max) 또는 LG 옵티머스 3D 큐브(LG Optimus 3D Cube)는 LG전자에서 2012년 2월 22일에 대한민국에서 출시하고, 2012년 4월 23일 글로벌 출시한안드로이드 스마트폰이다.

## 제품명
국내에는 옵티머스 3D 큐브 (LG-SU870)로 2012년 2월에 SK텔레콤전용으로 출시되었으며,
해외에는 옵티머스 3D 맥스로 출시되었다.

## 운영 체제 업그레이드

### 안드로이드4.0.4 아이스크림샌드위치업그레이드
안드로이드 4.0.4 업데이트는 UI변경, 최적화 등의 작업이 이루어졌다.

## 기타 업그레이드
4.0.4 아이스크림 샌드위치 업데이트 이후 옵티머스 3D 맥스(3D 큐브)제품의 밸류팩 업데이트가 진행되었다 밸류팩 업데이트에는 Quick memo가 Q메모로 바뀌고 라이브 줌 기능이 추가되었다

## 특수 기능
- 3D카메라
- 3D 컨버터
- Q메모

## 같이 보기
- 3차원 컴퓨터 그래픽스
- LG 옵티머스 3D